# Авґустин Гіршфоґель
Авґустин Гіршфоґель (нім. Augustin Hirschvogel; 1503, Нюрнберг — 5 березня 1553, Відень) — німецький художник і гравер, також землемір і картограф епохи Відродження. Був автором підручника з геометрії (1543 р.).